# 長嶋美紗
 長嶋 美紗（ながしま みさ、1985年1月1日 - ）は女優。東京都出身。
中学生時代に吹奏楽部にてトランペットを経験。その後、知人達とライブハウスなどでバンド活動を始める。2003年に受けた映画『スウィングガールズ』のオーディションに合格し、これが映画初出演作となる。
トランペットの他に、ピアノ、ギター、ベース、ドラムもこなすマルチプレーヤー。

## 主な出演作品

### 映画
- スウィングガールズ（2004年）
  - 宮崎美郷（トランペット）役で出演。
  - 監督からは美紗（ミサ）という名前から、ミサイルと呼ばれていた。
- スプリング☆デイズ（2007年）
- 友絶ち（2007年）
  - 主演：ハル役。
- 東京マンション物語（2007年）
  - 主演：櫻井優子役。
- ソラトブマチ（2014年）
  - 主演：ソラ役。

### ドラマ
- コシノ家の闘う女たち〜肝っ玉お母ちゃんとパワフル三姉妹（2006年、日本テレビ）
  - コシノヒロコの18歳時代役。

### 写真集
- LE JARDIN DU CIEL
- LA FORET DES MERS
- LE CYRRIN DORE REVANT
- LA LUNE EST COULEUR BANANE